# 1960 en philosophie
Chronologie de la philosophie
- 1956
- 1957
- 1958
- 1959
- 1960
- 1961
- 1962
- 1963
- 1964

L’année 1960 a été marquée, en philosophie, par les événements suivants :

## Publications
Jean-Paul Sartre, Critique de la raison dialectique I : Théorie des ensembles pratiques, Paris, Gallimard, 1960.

## Décès
- 4 janvier : Albert Camus, philosophe français, né en 1913, mort à 46 ans dans un accident de la route.